# Barry Wellman
Barry Wellman (Nueva York, 30 de septiembre de 1942, Toronto, 9 de julio de 2024) es un sociólogo canadiense-estadounidense y codirector de la red internacional NetLab con sede en la Universidad de Toronto. Sus áreas de investigación son la sociología comunitaria, Internet, la interacción humano-computadora y la estructura social, tal como se manifiesta en las redes sociales en comunidades y organizaciones. Su interés principal está en el cambio de paradigma de las relaciones centradas en el grupo al individualismo en la red. Ha escrito o es coautor de más de 300 artículos, capítulos, informes y libros. Wellman fue profesor en el Departamento de Sociología de la Universidad de Toronto durante 46 años, desde 1967 hasta 2013, incluido un período de cinco años como profesor SD Clark.
Entre los conceptos que ha publicado Wellman se encuentran: "red de redes" y "la ciudad red" (ambos con Paul Craven),"la cuestión de la comunidad", "redes informáticas como redes sociales", "vidas conectadas" y la "Internet inmanente" (ambos con Bernie Hogan), "multiplexidad de los medios" (con Caroline Haythornthwaite ), "individualismo en la red" y "sociedad en la red", "comunidad personal" y "red personal" y tres con Anabel Quan-Haase: "hiperconectividad", "virtualidad local" y "localidad virtual".
Lee Rainie y Barry Wellman son coautores del galardonado Networked: The New Social Operating System (Prensa MIT) de 2012. Wellman también es editor de tres libros y autor de más de 500 artículos, a menudo escritos con estudiantes.
Wellman ha recibido premios por logros profesionales de: la Asociación Canadiense de Sociología y Antropología, la Red Internacional para el Análisis de Redes Sociales, la Asociación Internacional de Comunicación, la Red GRAND de Centros de Excelencia y dos secciones de la Asociación Estadounidense de Sociología; Sociología Urbana y Comunitaria; Tecnologías de la Información y la Comunicación. Fue elegido miembro de la Royal Society of Canada en 2007. En 2012, se identificó a Wellman por tener el índice H (de citas) más alto de todos los sociólogos canadienses. Wellman fue miembro de la facultad en el Departamento de Sociología de la Universidad de Toronto durante 46 años, desde 1967 hasta 2013. Desde julio de 2013, codirige NetLab Network. Wellman fue honrado con la cátedra visitante Lim Chong Yah de Comunicaciones y Nuevos Medios en la Universidad Nacional de Singapur en enero-febrero de 2015.

## Infancia
Barry Wellman nació y se crio en el área de Grand Concourse y Fordham Road del Bronx, Nueva York. Asistió a PS 33 y Creston JHS 79, y fue un miembro adolescente de Fordham Flames. Obtuvo su título de secundaria en la Escuela secundaria de ciencias del Bronx en 1959. Recibió su grado AB (licenciatura) magna cum laude de Lafayette College en 1963, con especialización en historia social y ganó premios tanto en historia como en estudios religiosos. En Lafayette, fue miembro de McKelvy Honors House y capitaneó el equipo invicto de College Bowl de 1962, cuya victoria final fue sobre Berkeley. 
Su trabajo de posgrado fue en la Universidad de Harvard, donde se formó con Chad Gordon, Charles Tilly y Harrison White, y también estudió con Roger Brown, Cora DuBois, George Homans, Alex Inkeles, Florence Kluckhohn, Talcott Parsons y Phillip J. Stone. Recibió una maestría en relaciones sociales en 1965 y un doctorado en sociología en 1969. Se centró en la comunidad, las aplicaciones informáticas, las redes sociales y la autoconcepción, y su disertación mostró que las identidades sociales de los estudiantes de secundaria de Pittsburgh afroamericanos y blancos americanos estaban relacionadas con el grado de segregación de sus escuelas.
Está casado desde 1965 con Beverly Wellman, investigadora en medicina complementaria y alternativa.

## Sociología comunitaria
Hasta 1990, se centró en la sociología comunitaria y el análisis de redes sociales. Durante sus primeros tres años en Toronto, también tuvo una cita conjunta con el Instituto de Psiquiatría Clarke, donde trabajó con D.B. Coates, codirigiendo el "Estudio Yorklea" en el distrito de East York en Toronto. Este primer estudio de East York, con datos recopilados en 1968, hizo un estudio de campo de una gran población, vinculando las relaciones interpersonales con los síntomas psiquiátricos. Este primer estudio de "apoyo social" documentó el predominio de la amistad no local y los lazos de parentesco, demostrando que la comunidad ya no está confinada al vecindario y estudia las comunidades no locales como redes sociales. El artículo "The Community Question" de Wellman, que informa sobre este estudio, ha sido seleccionado como uno de los siete artículos más importantes de la sociología anglo-canadiense.
Un segundo estudio de East York, realizado en 1978 y 1979 en el Centro de Estudios Urbanos y Comunitarios de la Universidad de Toronto, utilizó entrevistas en profundidad con 33 habitantes de East York (encuestados originalmente en el primer estudio) para obtener más información sobre sus redes sociales.. Proporcionó evidencia sobre qué tipos de vínculos y redes proporcionan qué tipos de apoyo social. Mostró, por ejemplo, que las hermanas brindan mucho apoyo emocional a los hermanos, mientras que los padres brindan ayuda financiera. El apoyo proviene más de las características de los lazos que de las redes en las que se insertan. Esta investigación también demostró que las esposas mantienen redes sociales tanto para sus esposos como para ellas mismas.
Aunque el trabajo de Wellman se ha desplazado principalmente a los estudios de Internet (ver la sección a continuación), ha continuado con los análisis colaborativos del primer y segundo estudio de East York, mostrando que la reciprocidad (como el apoyo social) es mucho más un fenómeno de vínculo que un fenómeno de la red social y que la frecuencia y el apoyo del contacto interpersonal antes de Internet se asoció de forma no lineal con la distancia residencial (y laboral).
Wellman ha editado Networks in the Global Village (1999), un libro de artículos originales sobre redes personales en todo el mundo. En 2007, editó un número especial, "La red es personal" de la revista Social Networks (vol. 29, no. 3, julio), que contiene análisis de Canadá, Francia, Alemania e Irán.

## Teoría de las redes sociales
Concomitante con su trabajo empírico, Wellman ha contribuido a la teoría del análisis de redes sociales. La declaración más completa se encuentra en su artículo introductorio a Social Structures, coeditado con el difunto SD Berkowitz. Este trabajo revisa la historia del pensamiento de las redes sociales y sugiere una serie de principios básicos del análisis de redes sociales.
El trabajo teórico más reciente y más enfocado ha discutido la "glocalización" de las comunidades contemporáneas (simultáneamente "globales" y "locales") y el surgimiento del "individualismo en red" – la transformación de redes grupales a redes individualizadas. El ganador del premio al logro profesional de la American Sociological Association, Harrison White, señala: "Barry Wellman se destaca por haber dedicado toda su carrera a explorar y documentar mundos sociales naturales en términos de redes".

## Metodología de las redes sociales
Las contribuciones metodológicas de Wellman han sido para el análisis de redes egocéntricas o "personales" – definidas desde el punto de vista de un individuo (generalmente una persona). Como a menudo se estudian lotes de redes personales, esto requiere técnicas algo diferentes a la práctica más común de redes sociales de analizar una sola red grande.
Un artículo de 2007, en coautoría de Wellman (con Bernie Hogan y Juan-Antonio Carrasco), ha discutido alternativas en la recopilación de datos de redes personales. Un artículo con Kenneth Frank mostró cómo abordar el problema de analizar simultáneamente los datos de la red personal en los dos niveles distintos de vínculos y redes. "Neighboring in Netville" ha sido citado como el único estudio publicado de redes personales de una lista conocida de miembros potenciales de la red. Los artículos más citados son los más simples: guías en coautoría para analizar datos de redes personales mientras se usan los paquetes de software estadístico SAS y SPSS.
Otro trabajo de Wellman con Howard D. White y asociados ha examinado cómo vincular el análisis de redes sociales con el estudio cienciométrico de las redes de citas. Esta investigación ha demostrado que los amigos académicos no necesariamente se citan entre sí, sino que los académicos citados en el mismo artículo tienden a buscarse y convertirse en amigos.

## Internet, tecnología y sociedad
Wellman ha trabajado a menudo en colaboración con informáticos, científicos de la comunicación y científicos de la información. En 1990, se involucró en el estudio de cómo la gente común usa Internet y otras tecnologías de comunicación para comunicarse e intercambiar información en el trabajo, el hogar y la comunidad. Así, su trabajo ha ampliado su interés por las comunidades no locales y las redes sociales para abarcar Internet, los teléfonos móviles y otras tecnologías de la información y la comunicación.

### Redes de trabajo y TIC
El proyecto inicial de Wellman ("Cavecat", que se transformó en "Telepresence ") fue en colaboración con Ronald Baecker, Caroline Haythornthwaite, Marilyn Mantei, Gale Moore y Janet Salaff. Este esfuerzo a principios de la década de 1990 se realizó antes de la popularidad generalizada de Internet, para usar PC en red para videoconferencias y trabajo colaborativo asistido por computadora (CSCW). Caroline Haythornthwaite (por su disertación y otros trabajos) y Wellman analizaron por qué los informáticos se conectan entre sí – en línea y fuera de línea. Descubrieron que tanto las amistades como el trabajo colaborativo eran los principales impulsores de la conectividad en el trabajo.
Wellman y Anabel Quan-Haase también estudiaron si tales equipos de trabajo asistidos por computadora estaban apoyando organizaciones en red, en las que la estructura burocrática y la proximidad física no importaban. Su investigación en una organización estadounidense de alta tecnología – que depende en gran medida de la mensajería instantánea y el correo electrónico – mostró que la supuesta transformación del trabajo impulsada por las TIC en organizaciones en red solo se cumplió parcialmente en la práctica. Las limitaciones organizativas de la organización departamental (incluido el poder) y la proximidad física siguieron desempeñando un papel importante. Había normas estrictas en la organización sobre cuándo se usaban diferentes medios de comunicación, con contacto cara a cara mezclado con el contacto en línea.
Wellman colaboró con Dimitrina Dimitrova, Tsahi Hayat y Guang Ying Mo para realizar el estudio NAVEL de 140 académicos unidos a una red en una variedad de centros de investigación en todo Canadá. Descubrieron que a pesar del énfasis en la creación de redes, los límites disciplinarios y espaciales continúan afectando quién interactúa con quién.

### Redes comunitarias y TIC
Como sociólogo comunitario, Wellman comenzó a argumentar que se estaban realizando demasiados análisis de la vida en línea aislados de otros aspectos de la vida cotidiana. Publicó varios artículos (solo y con asociados) argumentando la necesidad de contextualizar la investigación en Internet y proponiendo que las relaciones en línea – como fuera de línea – se estudiarían mejor como redes sociales ramificadas en lugar de grupos delimitados. Este argumento culminó en un libro de 2002, The Internet in Everyday Life (coeditado con Caroline Haythornthwaite ), que proporciona ejemplos de estudios en varios entornos sociales.
Wellman hizo un trabajo empírico en esta área: formó parte de un equipo (dirigido por James Witte) que encuestó a los visitantes del sitio web de la National Geographic Society en 1998 y usó estos datos para contrarrestar el argumento distópico de que la participación en Internet estaba asociada con el aislamiento social.
La gran encuesta nacional de muestra aleatoria de EE. UU. analizada en el informe de Internet de Pew, "The Strength of Internet Ties" (con Jeffrey Boase, John B. Horrigan y Lee Rainie) también mostró una asociación positiva entre la comunicación en línea y la comunicación por teléfono y el cara a cara. El estudio mostró que el correo electrónico es muy adecuado para mantener un contacto regular con grandes redes, y especialmente con relaciones que son sólo un poco sólidas. El estudio también encontró que los usuarios de Internet reciben más ayuda de amigos y familiares que los no usuarios.
La investigación sobre el concepto de "glocalización" también alimentó esta corriente intelectual. Keith Hampton y Wellman estudiaron el suburbio de Toronto de "Netville", un seudónimo. Mostró la interacción entre la actividad en línea y fuera de línea, y cómo Internet – con la ayuda de un servidor de listas – no es solo un medio de comunicación a larga distancia, sino que mejora la participación cívica y vecinal.
Colaboró con Helen Hua Wang y Jeffrey Cole del Centro para el Futuro Digital del Proyecto Mundial de Internet para investigar la primera encuesta nacional de EE. UU. sobre las relaciones sociales y el uso de Internet. Su trabajo muestra que la cantidad de amigos está creciendo y que los grandes usuarios de Internet tienen más amigos que otros. Wellman también colaboró con Ben Veenhof (Statistics Canada), Carsten Quell (Department of Canadian Heritage) y Bernie Hogan para relacionar el tiempo que se pasa en casa en Internet con las relaciones sociales y la participación cívica. Un enfoque diferente es su colaboración en el estudio de Wenhong Chen sobre empresarios inmigrantes transnacionales que vinculan a China y América del Norte.
El trabajo de Wellman ha seguido centrándose en la interacción entre las tecnologías de la información y la comunicación, especialmente Internet, las relaciones sociales y la estructura social. Dirigió el estudio Connected Lives sobre la interacción entre la comunicación, la comunidad y las relaciones domésticas en Toronto y en Chapleau en el norte rural de Ontario. Los primeros hallazgos de la interacción entre la vida en línea y fuera de línea se resumen en "Connected Lives: The Project". Una investigación más enfocada (con Jennifer Kayahara) ha demostrado cómo el flujo de comunicación de dos pasos de una vez se ha vuelto recursivamente de varios pasos como resultado de la facilitación de la búsqueda de información y la comunicación de Internet. La investigación (con Tracy Kennedy) ha argumentado que muchos hogares, como las comunidades, han pasado de ser grupos locales a convertirse en redes espacialmente dispersas conectadas por comunicaciones frecuentes de TIC y teléfonos móviles. Otros investigadores de NetLab, además de los señalados en el texto y las notas, incluyen a Julie Amoroso, Christian Beermann, Dean Behrens, Vincent Chua, Jessica Collins, Dimitrina Dimitrova, Zack Hayat, Chang Lin, Julia Madej, Maria Majerski, Mo Guang Ying, Diana Mok, Bárbara Barbosa Neves, and Lilia Smale.
Wellman participa en el proyecto "Networked Individuals", utilizando el cuarto estudio de East York para investigar sus redes sociales y el uso de medios digitales. Sus colaboradores incluyen a Brent Berry, Molly-Gloria Harper, Maria Kiceveski, Guang Ying Mo, Anabel Quan-Haase, Helen Hua Wang y Alice Renwen Zhang. Las investigaciones iniciales se centraron en adultos mayores de 65 años. Mostrando cómo usaron los medios digitales para mantenerse conectados con familiares y amigos, tanto cercanos como lejanos. Más recientemente, él, junto con Anabel Quan-Haase y Molly-Gloria Harper, han distinguido una tipología de individualismo en red como Red, Limitado o Limitado.

## Enseñanza y tutoría
Wellman asesora a estudiantes de pregrado y posgrado en cursos sobre comunidad, análisis de redes sociales y tecnología y sociedad. Ha sido coautor con más de 80 estudiantes, incluidos cinco estudiantes universitarios y un estudiante de secundaria. En 1998, recibió el "Premio Mentoring" anual de la Red Internacional para las Relaciones Personales.

## Oficinas
- Fundó la Red Internacional para el Análisis de Redes Sociales en 1976-1977 y la dirigió hasta 1988. Al mismo tiempo, fundó, editó y publicó la revista informal del INSNA, Connections.[55]
- Fundó y dirigió el "Programa de Análisis Estructural" de la Universidad de Toronto en el Departamento de Sociología, 1979-1982, que se centró en estudiar la estructura social y las relaciones desde una perspectiva de red social. Posteriormente, el Departamento de Sociología estableció el "Premio Barry Wellman" a la excelencia en la investigación de pregrado.
- Director asociado del Centro de Estudios Urbanos y Comunitarios de la Universidad de Toronto (1980–1984), donde se basó su investigación, 1970–2007.[56]
- Miembro del consejo y luego presidente de dos secciones de la Asociación Americana de Sociología :
  - Sociología Urbana y Comunitaria (1998-2000): lideró el equipo que fundó la revista Ciudad y Comunidad;[57]
  - Tecnologías de la información y las comunicaciones (2005-2006): la membresía aumentó de 95 a 303.[58]
- Elegido miembro del consejo (2000) y luego se convirtió en presidente de la sociedad de honor de la Asociación de Investigación Sociológica (2004-2005).[59]
- Editor norteamericano de Información, Comunicación y Sociedad (2003-2017).

## Premios y reconocimientos
Wellman es miembro de la Royal Society of Canada. Ha recibido Premios al Logro Profesional de dos secciones de la Asociación Americana de Sociología : Sociología Comunitaria y Urbana; Tecnologías de la Información y la Comunicación. En 2008, fue la primera persona en recibir el premio "Investigación en comunicación como un campo abierto", 2008, de la Asociación Internacional de Comunicación para un investigador que "ha realizado importantes contribuciones al campo de las comunicaciones desde fuera de la disciplina de las comunicaciones". En 2014, recibió un premio "Lifetime Achievement" del Instituto de Internet de Oxford "en reconocimiento a su extraordinario historial académico en teoría de redes sociales e investigación de Internet que ha contribuido tanto a nuestra comprensión de la vida en línea".